# Andrzej Macias
Andrzej Zbigniew Macias – polski geograf, dr hab. nauk o Ziemi, profesor Instytutu Geografii Fizycznej i Kształtowania Środowiska Przyrodniczego, oraz prodziekan Wydziału Nauk Geograficznych i Geologicznych Uniwersytetu im. Adama Mickiewicza w Poznaniu.

## Życiorys
8 czerwca 1999 obronił pracę doktorską Wpływ antropogenicznego przepływu materii i energii na stan środowiska przyrodniczego (na przykładzie wybranych małych miast Wielkopolski), 15 grudnia 2009 habilitował się na podstawie pracy zatytułowanej Metabolizm wybranych miast Wielkopolski w kontekście zrównoważonego rozwoju i zarządzania środowiskiem. 21 lipca 2020 uzyskał tytuł profesora nauk ścisłych i przyrodniczych. Był profesorem nadzwyczajnym w Instytucie Geografii Fizycznej i Kształtowania Środowiska Przyrodniczego na Wydziale Nauk Geograficznych i Geologicznych Uniwersytetu im. Adama Mickiewicza.
Jest profesorem w Instytucie Geografii Fizycznej i Kształtowania Środowiska Przyrodniczego, a także prodziekanem na Wydziale Nauk Geograficznych i Geologicznych Uniwersytetu im. Adama Mickiewicza w Poznaniu i członkiem Rady Dyscypliny Naukowej - Nauk o Ziemi i Środowisku Uniwersytetu im. Adama Mickiewicza w Poznaniu.